# Castellers de Santpedor
Els Castellers de Santpedor són una colla castellera de Santpedor, al Bages, fundada el 2013.

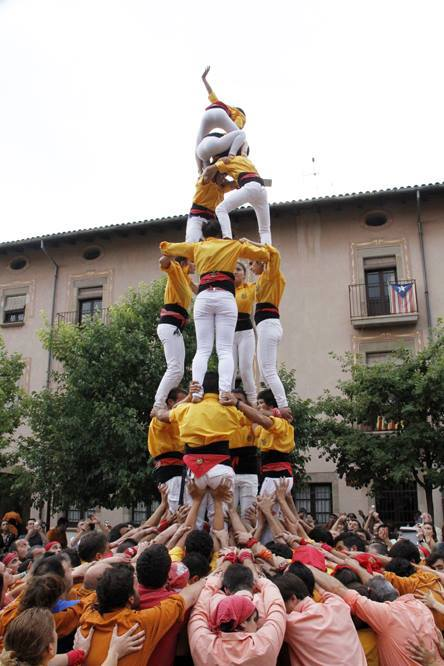
4 de 6 carregat pels Castellers de Santpedor

L'inici de la pràctica castellera a Santpedor es va iniciar a la Festa Major del poble el 2013 amb l'afany de construir un castell format per membres de totes les penyes descarregant el 3 de 6 i l'octubre d'aquell mateix any també van descarregar una torre de 6 a la Fira de Sant Miquel de Santpedor. El 13 de gener del 2014, la Coordinadora de Colles Castelleres de Catalunya va acceptar-los com a «colla en formació» i el mes de febrer d'aquell mateix any els socis van decidir la junta directiva. La presentació oficial de la colla va ser el 14 de juny de 2014 a la plaça Gran de Santpedor, acompanyada pels Sagals d'Osona i pels Salats de Súria. En aquella ocasió, van descarregar el 3 de 6, el 3 de 6 amb l'agulla, i el 4 de 6.
Al final de la temporada de 2014, a la Fira Sant Miquel, el 28 de Setembre van fer la seva millor actuació d'aquell any descarregant un pilar caminat d'entrada, el 4 de 6 amb l'agulla, el 2 de 6, el 5 de 6 i dos pilars de quatre de sortida.
A la temporada 2015 van buscar completar la gamma de castells de 6 afegint-hi un 7 de 6 que ja han descarregat 3 cops, un per la Festa Major de Santpedor, un altre per l'aniversari del seu bateig i el darrer el van fer per completar la seva millor actuació a la fira Sant Miquel del 2015 acompanyat del primer 2 de 6 de l'any i el 5 de 6.
Finalment, per acabar el 2015, van actuar a casa dels seus padrins, els Sagals d'Osona, i van aconseguir el seu primer castell de 7, el 4 de 7, acompanyat pel 2 de 6 i el 3 de 6 amb pilar. El 18 de setembre de 2016 assolien el seu primer pilar de 5 en el marc de la 41 Fira d'Artesans de Mollet del Vallès